# 剴剴案
剴剴案，又稱台北保母虐童致死案，是指發生於臺灣台北市的一起虐待兒童致死案件。案中一歲半的男童「剴剴」（化名）因遭受收出養等待階段的過渡期劉姓保母長期虐待，於2023年12月24日病重送醫後不治。此案於2024年臺灣大選後被殯葬業者揭露而引起臺灣社會廣泛關注與輿論譴責，並導致對兒童福利機構、社工制度及寄養監督制度的全面檢討。

## 案件背景
剴剴，2022年2月出生，生父失聯，生母因犯罪入監服刑。母親入監前曾委託私人保母照顧，後因私人保母不具備正式收養資格，且剴剴外婆無法負擔照顧費用，轉由新北市政府社會局介入，並委託兒福聯盟安排寄養。自2023年9月起，劉彩萱（原名沈素芬）、劉若琳（原名沈素芳）這兩姊妹成為主要照護人。
負責訪視的兒福聯盟社工陳尚潔，父親陳志宏為基督教台灣信義會牧師，中華福音神學院副校長。畢業於國立臺灣大學社會工作學系，高中就讀臺北市立景美女子高級中學。2013年學測成績為64級分，指考取得525.3分，原可選擇台大法律學系，自稱國文不好，最終選擇社會工作學系就讀。自小在教會成長，曾參與偏鄉志工服務，陪伴弱勢兒童，因而對社會工作產生興趣。求學期間參與多項志工服務，亦曾出國實習。

## 事件經過
2023年12月24日，剴剴因呼吸困難被送醫，急救無效。社工陳尚潔與保母劉彩萱謊騙醫師剴剴是溢奶。檢方解剖發現其身上多處瘀傷與骨折、牙齒斷裂、指甲被拔光、生殖器燒灼等嚴重外傷，且營養不良。醫療報告與傷勢與正常育兒狀況明顯不符，死因經檢警驗屍確認為「橫紋肌溶解」。警方立即啟動調查程序，並通知社工與社會局。
透過還原劉姓保母姊妹手機中的施虐對話紀錄與照片，以及家中外籍看護提供的影音檔與證詞，檢警查出，一歲多的剴剴生前曾遭脫衣罰站、餵食餿水廚餘、冬天洗冷水澡、身體被強行對折塞入水桶、牙齒被打斷，並且全身多處骨折。剴剴在保母劉彩萱家114天內被凌虐到遍體鱗傷，最終送醫前不幸死亡。劉姓保母姊妹的惡劣行徑引發社會公憤，進而掀起對兒童保護制度的廣泛討論。

## 司法程序

### 2024年
1月，劉姓保母及其妹經調查後發現輪班照顧男童，涉嫌虐待而遭檢方拘提，雙方均否認虐待，辯稱剴剴傷勢來自跌倒及自撞。
4月，臺灣臺北地方檢察署起訴劉彩萱以及劉若琳兩姊妹3項罪名，包括1. 《刑法》第286條第1項、第3項：凌虐兒童致死。2.《兒童及少年福利與權益保障法》第112條第1項前段、《刑法》第302條之1第1項第4款與第2項：成年人故意對兒童施以凌虐而妨礙自由致死。3.《兒童及少年福利與權益保障法》第112條第1項前段、《刑法》第277條第2項：成年人故意傷害兒童致死。
8月，臺北地檢署指出，社工陳尚潔未按照規定訪視、提前通知保母、未通報異常狀況或加強訪視，甚至涉嫌偽造訪視紀錄，依過失致死與偽造文書罪嫌起訴。
9月25日，剴剴案首次開庭審理，劉姓保母姊妹否認所有指控，並當庭翻供，指控檢方在偵訊過程中採用不當手段，強調先前的筆錄內容並非出自其真實意願。
12月25日，案件第二次開庭，檢方提出新的事證補充，但劉姓保母姊妹仍全盤否認犯行，態度未見轉變。

### 2025年
2月5日，第三次開庭，檢方原擬提交109張照片作為虐童證據，經法官考量國民法官負擔後，裁定減至67張。檢方憂心證據未能完整呈現犯罪全貌。劉姓保母姊妹則僅承認綑綁與打腳底，對其餘指控全盤否認。
3月19日：第四次開庭當日，台北地方法院外湧入上百位聲援民眾，包括台北101董事長賈永婕，高舉標語要求對兩名被告從重量刑並禁止假釋。
經過超過一年的起訴與準備程序後，於2025年4月22日上午於台北地方法院寶慶院區第二法庭開庭，由3位職業法官與2男4女國民法官審理。審理時間創下國民法官制度2023年7月上路以來最長，共計以10天時間審理（另預留3天預備庭期）。
4月22日，審理首日，法院裁定在法庭內統一以「A童」稱呼剴剴。檢方於庭上出示多項關鍵證據，包括A童遭以布巾、束帶反覆捆綁，身體狀似木乃伊，頭部套以水果網袋，以及姊妹間的通訊紀錄。對話中，劉彩萱稱A童「一進房就乖乖被綁」，劉若琳則回覆「他沒機會了」、「他大哭自己又反了，桶子翻過去」及「裝死」等語。殘酷畫面與冷血言詞使在場家屬外婆情緒崩潰，法庭氣氛凝重。
4月23日，審理第二日，曾任劉家外籍看護的關鍵證人Mira從美返台作證，提供多項目睹證詞，包括剴剴長期遭罰站、裸體洗冷水澡、在廁所以剩飯甚至含蟑螂食物餵食，並多次出現瘀傷與異常反應。Mira表示部分細節未親見，但有錄影錄音證據，檢方視其為關鍵證人。庭上，辯方律師則質疑其目擊範圍與語言能力。
4月23日，審理第三日，兩名前保母及劉彩萱之子王凱弘出庭。周姓保母證稱剴剴健康活潑、無異常，與劉彩萱交接匆促，未能交代照護細節；蕭姓保母則稱雖有肌肉緊繃與哭鬧，整體無照顧困難。王凱弘則指剴剴曾罵髒話「ＸＸ娘Ｘ掰」、自殘、排泄異常，並稱曾建議母親通報社工，但法官與檢方質疑其接觸時間短、認知有限，且可能事後編造，加上曾涉偽證案，其證詞可靠性受挑戰。
4月28日，審理第四日，劉彩萱承認曾綁剴剴，對訊息中提及「想一巴掌轟給他死」等語辯稱是閒聊。剴剴嘴腫傷照曝光後，她稱因吃螃蟹過敏。劉若琳則先否認見過罰站，遭提示證詞後改口，並稱傷勢是跌倒所致。她對綁人行為未表質疑，僅稱未多想。
4月29日，審理第五日。上午法醫許倬憲作證，指出年僅1歲多的剴剴因長期營養不良，導致免疫力低下、罹患肺炎後休克身亡，死因為低血容性休克，並發現其全身瀰漫性瘀傷，程度如遭「棒球棍重擊」。下午，台大兒醫呂立醫師出庭，以「教科書等級的凌虐」形容剴剴身上42處以上密集傷勢，包含頭部、四肢、大面積瘀青與生殖器撕裂傷，懷疑生前曾遭性虐待。他駁斥保母所稱「磨牙導致牙齒脫落」的說法，指出剴剴牙齒無任何磨損痕跡。他指出剴剴死前送醫時體溫僅24度，顯示可能長時間被置之不理，生命最後階段極度痛苦。
4月30日，審理第六日，台大精神科醫師丘彥南作證指出，1歲多的剴剴在劉彩萱照顧下罹患憂鬱症、創傷後壓力症、適應障礙與依附障礙，明顯符合長期多重虐待特徵。他強調，剴剴從「笑容可愛、眼神靈動」變為「眼神空洞恐懼」、舉止遲緩，顯示其身心遭嚴重破壞。對於保母辯稱的自撞與情緒問題，丘明確指出這非分離焦慮，而是長期創傷導致的嚴重精神病態。
4月30日下午，劉彩萱改口對部分事實認罪傷害、妨害自由、凌虐兒童致死。對捆綁造成瘀傷、對剴剴手腳體罰以及湯匙戳牙造成牙齒脫落等表達悔意語氣，但否認其餘指控和有殺人的故意。這場認罪，有律師認為是策略性操作，避談「殺意」，否認最重的殺人故意，試圖爭取從重刑中脫身。根據現行法規，若無法認定殺人犯意，即使證據指向殘虐，最重僅處無期徒刑，無死刑可判。
5月2日，審理第七日，劉若琳先續行4月30日未完成的詰問程序，她在庭上對所有施虐指控全面否認。她坦承案發後曾刪除與劉彩萱的對話紀錄，但辯稱並非為了掩蓋罪行。針對檢方提出的與姐姐簡訊內容的質疑，她辯解為是建議姐姐教小孩規矩或開玩笑。她強調自己只是被動角色，對於大多問題都以「不知道」，「不記得」帶過。
接著進入事實與法律辯論，檢方痛批劉若琳雖聲稱無涉，卻持續以簡訊附和、鼓勵姊姊施虐，甚至傳訊追蹤是否貫徹懲罰行為，且有親手將剴剴塞入桶子等具體行為，兩人為共同正犯。檢方悲痛表示，如果兩人中有人曾阻止，悲劇或可避免，呼籲刑事司法是制度修正的起點，不讓「參與較少」成為卸責藉口。 劉彩萱的辯護律師則以她已認罪求情，稱她面對育兒困境方式失當，使剴剴死亡非出於惡意，請求從輕量刑。 劉若琳律師則辯稱她並未參與核心施虐行為，僅是因信任姊姊未即時察覺問題，不構成共犯。剴剴阿嬤委任律師曾宿明痛陳，剴剴僅115天就從健康活潑變成滿身傷痕，死於凌虐，兩人不僅施虐，還企圖掩蓋推諉，強調她們是凌虐致死的共同正犯，懇請法院嚴懲，為已經無聲的孩子發聲。
5月5日至6日，剴剴案進入第8、9日審理，法院展開對劉彩萱、劉若琳的量刑調查程序。剴剴外婆出庭時情緒潰堤，當庭痛哭斥責兩名被告，並表示深深自責，明確拒絕任何和解與民事求償。精神科鑑定醫師徐堅棋指出，劉彩萱雖聲稱因剴剴說髒話而勾起童年目睹家暴的創傷，並自述長年受到幻聽困擾，但鑑定結果排除其患有精神疾病，認為她的說法可能出於求取減刑，欠缺誠意，也無法用「一時衝動」解釋其長期虐待行為。此外，劉彩萱律師當庭出示其手機中寫給剴剴的「超渡疏文」，請求剴剴原諒、協助她「度過難關、免受牢獄之災」，並希望家屬不要提起高額求償，該舉動引發社會強烈反感與批評。
5月7日，審理最後終結，結辯程序中，檢方指出剴剴672天的生命中，有115天遭受不人道對待，形容劉彩萱如「蜘蛛」般持續施虐，甚至在法庭上裝病博取同情，建請判處無期徒刑；對劉若琳則請求18年徒刑，認為她經醫師鑑定有認知扭曲與道德疏離，選擇順從並縱容姊姊的暴行，犯後態度消極，僅以「裝傻」應對，無任何下修刑度的正當理由。劉彩萱的律師則請求法院考量其已認罪、無前科、具悔意，建議將刑期下修至16至18年。劉若琳僅簡短表示「沒什麼要說」，其律師主張，若法院認定她犯下「凌虐兒童致死罪」，請判10年1月；若僅認定構成「凌虐兒童妨害自由罪（未致死）」，則請判1年6月。全案辯論終結，5月13日14時30分一審宣判，台灣台北地方法院依《中華民國刑法》成年人故意對兒童犯傷害致人於死罪、《兒童及少年福利與權益保障法》成年人故意對兒童妨害自由且施以凌虐而致死等罪，判處劉彩萱無期徒刑、劉若琳18年有期徒刑，可上訴。

## 護兒大遊行
2025年5月1日，作家顏擇雅發文表示，剴剴案的保母令人髮指，但也不能忘記，在剴剴死後壓新聞兩個多月的雙北市府，以及在立院當門神的兒福聯盟。要提防那種完全沒提兒福聯盟和雙北市政府的聲援剴剴活動。那是公關操作。
2025年5月2日，網紅八炯在社群平台Threads發文示警：「我說過了，中共與在台的舔共同路人，正在利用5月10號的剴剴案遊行，來炒作台灣人不滿台灣政府，想當中共國人，想所謂回歸統一的議題」。
2025年5月2日，成大教授李忠憲對此發文強調，喊錯對象的正義，就是幫兇，並質疑真正的正義，應該針對這些具體的權力者與機構，部分自媒體還扮演混淆視聽的角色，呼籲應分辨誰該被追究責任，誰在消費悲劇。這是一種利用悲劇與情感作為工具的操作，把真正的責任模糊掉，把焦點從地方轉向中央，甚至輸出到對台進行認知作戰的對岸。跟那些510上街頭的人保持距離、剴剴需要正義不是鬧劇。
2025年5月10日，多個公民團體於凱達格蘭大道發起「護兒大遊行」，上千名民眾穿著白衣集結，手持「虐待兒童、天理難容」、「兒虐零容忍」等標語，要求政府正視制度漏洞，落實兒少保護責任。並提出成立兒少保護部，增設兒少保護專責醫師，兒虐重判不假釋等6大訴求。團體針對訴求內容發起連署，截至活動結束共收到8萬4467份連署書，將送至包含總統府在內各政府單位盼促成改變。台北101董事長賈永婕等人到場參與聲援，賈永婕說，她希望給剴剴一個公道，要給加害者有對等懲處，就算是死刑，對他們而言也是人道的。

#### 6大核心訴求：
1. 設立「兒少保護部」：統合社政、教育、醫療與司法資源，建構即時通報與跨系統聯防機制。
2. 增設有給職兒少保護專責醫師：由專職醫師訓練社工、警察、醫療、教師等人員的兒虐知能，同時與社政、司法緊密溝通合作，建構即時且全面之反應處理機制。
3. 建立兒虐專責社工制度並加強辨識訓練：提升基層人員識別與處置能力，強化前線應變效率。
4. 導入「訪視助理員制度」及視訊訪視：因應人力短缺，補強高風險家庭訪視量能， 並全面推行「預防性訪視」。
5. 增訂《刑法》第 271-1 條「虐殺兒童罪」：死刑或無期徒刑，納入不得假釋規定。
6. 授權案情未定案前即進行保護性隔離：確保兒少優先保護原則，賦予社工及執法單位緊急處置權限與法律保障。

## 社工角色爭議
負責該案之社工陳尚潔於剴剴死亡後疑刻意隱匿保母身分，且訪視紀錄與實際照護狀況不符。社工稱不知情虐待事實，但承認部分紀錄有誤。其上銬畫面曝光後引發社工團體與民眾對比例原則與執法程序的激烈討論。
檢警追查發現剴剴主責社工兒福聯盟的陳尚潔，不僅未依規定訪視以致錯失拯救剴剴的良機，甚至在剴剴死後還與兒福聯盟的社工成立群組商討如何修改訪視紀錄及因應檢警偵辦，北檢依過失致死、偽造文書罪起訴，目前正由法院審理中。
2025年1月6日，台北地院開審查庭，挺孕肚出庭的陳尚潔不認罪，否認偽造訪視記錄，由於陳女不認罪，法院轉由一般法庭，4月17日北院再開庭，對於剴剴之死，陳尚潔否認犯罪，她表示：「對於發生這個遺憾的事，我覺得心痛、被起訴很委曲，因為起訴書提到的事項、工作內容、聯責，與實際上有落差，這當中有所誤會，所以在與律師討論後，要以書狀向法院澄清說明。」檢方認為陳女是「剴剴」當時唯一也是最重要求助窗口，卻怠忽職責，事發後又狡辯與隱匿證據、干擾辦案，毫無悔意，去年8月起訴陳女1個過失致死罪嫌、3個偽造文書罪嫌，建請分論併罰、從重量刑。

## 兒福聯盟應對與批評
兒福聯盟對外聲稱保母皆符合審核程序，訪視紀錄完整，否認不當行為，但承認制度應檢討。董事長林志嘉公開要求社工「勇敢面對社會」，言論被批評推卸責任，打擊第一線社工士氣，並引發組織內部治理與責任歸屬爭議。
2024年3月17日，白麗芳在董事會的要求之下，辭去執行長一職。衛福部社家署署長簡慧娟則表示，事前並未聽聞白麗芳辭職一事，兒盟人事異動並非衛福部要求，而是機構內部決定，與公部門無關，對後續檢討工作並無影響，社家署尊重兒盟決定。白麗芳遭撤換消息傳出後，重挫兒盟內部士氣，數百名員工發起內部聯署要求「請把白麗芳執行長還給兒盟」，對董事會決定的強烈不滿，認為非但不能有效解決問題，反而「提油救火」，嚴重損害了兒盟的內部凝聚力。臉書社群也開始出現許多聲浪，認為白麗芳遭到撤換一事讓人無措又灰心。
2025年3月20日，律師巴毛在臉書發文點名兒福聯盟，不諱言大家現在都把焦點放在惡保母跟陳姓社工身上，她強調：「我想請大家不要忘記兒福聯盟，剴剴會遭遇到這樣的事情，其實他們才是最根本的源頭。」多數網友則認同。女星隋棠也轉發粉專「媽媽需要寫日記 」內容，強調期望法官能做出最重判決，而人民能做的是「致電給自己該區的立委，請他們針對兒虐事件做更完備的修法」與「關注此案第四次開庭兒福聯盟給的答覆與檢討，並停止捐款給兒福聯盟」。

## 政策與制度檢討
2024年3月13日，衛福部宣布暫停兒福聯盟新案件，提出六大改革，包括加強保母審核、增設幼兒專責醫師、三方共訪機制、避免經濟因素造成出養等。3月14日，身兼兒福聯盟董事（曾任兒福聯盟執行長）的中國國民黨籍立法委員王育敏（當屆立法院衛環委員會召委）宣布辭去董事一職。3月15日，行政院召開跨部會檢討會，邀集新北、台北市政府及學者研議制度改革。3月18日，立法院衛環委員會邀請衛福部進行討論，因此次會議主席(召委)中國國民黨王育敏為曾身兼案件關係者之一的兒福聯盟董事，而被民進黨立委要求迴避、請國民黨另派委員當主席，而引發兩黨的國會暴力衝突。
2024年3月23日，臺北市議會民主進步黨與台灣民眾黨籍議員要求市府的專案報告，在中國國民黨臺北市黨部主委黃呂錦茹到場監督下讓中國國民黨籍議員不進會場，技術性杯葛流會而讓蔣萬安市府不需向議會報告討論此案。
2025年2月20日，民眾在公共政策網路參與平台提議，虐童致死者應處無期徒刑且不得假釋或死刑。同時也提議修法，對於凌虐未滿16歲之人，最重可處20年以上有期徒刑，得併科1000萬元以下罰金。這項提案最終獲得13萬8995人附議，在3月16日成案，依規定主責機關法務部應於2個月內為成具體回應。
2025年5月12日，民進黨立委林月琴遭爆為時任凱凱案訪視業務單位外部督導，被質疑未善盡職責。國民黨新北市議員江怡臻更爆料，林月琴近年擔任外聘督導、講師及委員，鐘點費用累計恐高達百萬元。對此，新北市社會局也證實有相關情形。
2025年5月17日，法務部指出現行刑事法律已無唯一死刑之刑責規定，使審判機關有適度裁量空間，提議建議處罰「意圖滅證」且處唯一死刑，是否符合罪責相當原則及比例原則仍須斟酌。又刑法第165條已對湮滅證據行為定有刑責，並非不予處罰。是否尚有增訂需求亦須斟酌。法務部正式回應不予採納，網友抨擊，「台灣真是虐童、詐騙的天堂」。
2025年6月18日，立法院三讀通過修正並增訂刑法第272條之1，對未滿7歲者犯殺人罪，加重其刑二分之一，如果虐殺未滿7歲者，處死刑或無期徒刑；也修訂第286條，凌虐未滿7歲者致死，處死刑、無期徒刑或10年以上有期徒刑。

## 監察院調查
2025年5月，監察委員葉大華、王幼玲、張菊芳調查指出本案有以下問題：
- 社工缺乏專業敏感度
- 兒福聯盟在保母管理及社工訓練等方面有多項缺失
- 衛福部監督不周
- 新北市政府未落實記錄
- 臺北市政府的訪視輔導流於形式

因而對衛福部、新北市政府及臺北市政府失職人員提出糾正案，並建請臺北地院參酌兒福聯盟社工違失情形。